# Music City Miracle
Il Music City Miracle è una giocata nel turno delle wild card nei playoff della AFC giocato l'8 gennaio 2000 all'Adelphia Coliseum di Nashville, Tennessee, tra i Tennessee Titans e i Buffalo Bills della National Football League. Dopo che Bills erano passati in vantaggio per 16–15 grazie a un field goal con 16 secondi al termine della partita, il tight end dei Titans Frank Wycheck lanciò un passaggio laterale per Kevin Dyson nel successivo ritorno di kickoff e questi corse per 75 yard segnando il touchdown della vittoria per 22–16.

## La partita
All'inizio della partita, l'allenatore dei Bills Wade Phillips creò una controversia facendo partire come quarterback titolare Rob Johnson, piuttosto che Doug Flutie che era partito come titolare in 15 gare della stagione e aveva guidato la squadra ai playoff.

### Primo tempo
Dopo un primo quarto senza segnature, i Titans aprirono le marcature quando Jevon Kearse mise a segno un sack sul quarterback di Buffalo Rob Johnson nella end zone dando luogo a una safety. Johnson completò solo 10 passaggi sui 22 tentativi, subendo sei sack, inclusi due da Kearse. Il wide receiver Derrick Mason ritornò il successivo kickoff per 42 yard fino alla linea delle 28 yard dei Bills; cinque giocate dopo, il quarterback di Tennessee Steve McNair segnò un touchdown dopo una corsa da una yard. Dopo aver forzato un punt, i Titans avanzarono di 56 yard in 11 giocate. Il kicker Al Del Greco inizialmente sbagliò un field goal calciato dalla distanza di 45 yard ma i Bills furono penalizzati per una trattenuta e Del Greco poté nuovamente calciare da una distanza di 40, questa volta andata a buon fine, nell'ultima giocata del secondo quarto. Alla fine del primo tempo, i Bills erano in svantaggio per 12-0 e avevano guadagnato sole 64 yard, perdendone 44 a causa di 9 penalità.

### Secondo tempo
Nel secondo tempo, i Bills riuscirono a rimontare. Nella prima giocata di Buffalo del terzo quarto, Antowain Smith compì una corsa da 44 yard, dando il via a un'azione da 62 yard che si concluse con un suo touchdown da 4 yard. In seguito, i Bills avanzarono di 65 yard, grazie anche a un passaggio da 37 yard da Johnson a Eric Moulds, con una penalità subita da Kearse che fece guadagnare a Buffalo altre 15 yard. Smith terminò l'azione con un altro touchdown da 4 yard e il vantaggio ai Bills di 13-12 dopo che il ricevitore Kevin Williams si fece sfuggire un passaggio Johnson nel successivo tentativo di conversione da 2 punti.

### Conclusione
Nel finale del quarto periodo, ebbe luogo una eccitante conclusione. Tennessee ricevette il pallone con 6 minuti e 15 secondi al termine. Il ricevitore dei Titans Isaac Byrd ritornò il punt per 16 yard e dopo 5 corse di Eddie George che fecero guadagnare 17 yard, Al Del Greco segnò un field goal da 36 yard. I Titans si portarono così in vantaggio per 15-13 con un minuto e 48 secondi al termine.
Nell'azione successiva dei Bills, rimasti senza time out, il quarterback Rob Johnson guidò la squadra con 5 giocate e 37 yard guagnate alla linea delle 24 yard dei Titans. Nell'ultima giocata, Johnson giocò indossando una sola scarpa, perdendola durante una corsa senza la possibilità di rimetterla poiché il tempo stava continuando a scorrere. A soli 16 secondi dal termine della partita, Steve Christie, il kicker dei Bills, segnò un field goal da 31 yard, portando Buffalo in vantaggio 16-15.
Qualche momento dopo, Christie calciò il kickoff, ricevuto dal giocatore dei Titans Lorenzo Neal. Neal consegnò il pallone al tight end dei Titans Frank Wycheck, che lanciò il pallone trasversalmente verso un altro giocatore dei Titans, Kevin Dyson, che corse lungo la linea laterale segnando un touchdown da 75 yard. Gli arbitri classificarono il passaggio di Wycheck come "laterale" (un passaggio in avanti sarebbe invece stato irregolare), confermando il touchdown dei Titans.
La giocata era soprannominata "Home Run Throwback" dai Titans e ideata dal coordinatore degli special team Alan Lowry. I Titans provarono quella giocata regolarmente durante gli allenamenti della stagione regolare, anche se vi era coinvolto principalmente Derrick Mason, il quale aveva subito un infortunio durante la partita e non era più disponibile per metterla in pratica. Dyson, uno dei wide receiver principali della squadra, si alleneva raramente con gli special team ed era poco avvezzo alle dinamiche della giocata. Tuttavia, la sua esecuzione dello schema di Lowry fu perfetto.

### Giudizio arbitrale
Come da regolamento, gli arbitri dovettero analizzare il replay della giocata. Il filmato fu rivisto dall'arbitro Phil Luckett poiché non era certo che il verdetto del giudice di linea fosse corretto. Una delle video-camere mobili era stata riposizionata per permettere la visione laterale della ricezione dopo il kickoff. La visuale di questa telecamera era in parte oscurata dalla presenza dei giocatori dei Titans nella prima parte dell'azione ma riuscì pienamente a catturare la visuale laterale del passaggio da Wycheck a Dyson.
La telecamera mostrò che il giudice di linea iniziò a seguire lo sviluppo dell'azione quando Neal consegnò il pallone a Wycheck. Il giudice di linea si spostò lungo la linea laterale verso Wycheck mentre Wycheck stava rallentando per compiere il passaggio laterale. Dopo che questo fu completato, il giudice di linea di spostò nuovamente reallineandosi a Dyson mentre riceveva il pallone. Grazie a quella posizione, l'arbitro segnalò già mentre la giocata era in corso che si trattava sicuramente di un passaggio laterale e non di un passaggio in avanti irregolare. Dopo una visione del filmato, il capo-arbitro confermò la decisione del giudice di linea.
I Titans calciarono il kickoff finale e il tempo scadde durante il tentativo di ritorno dei Bills. I Titans vinsero per 22-16.

## Analisi
Come l'allenatore dei Titans Jeff Fisher fece presente, l'obiettivo iniziale della giocata non era trovare una marcatura diretta (un touchdown) ma di portare il pallone in posizione utile per calciare un field goal con Del Greco. Per fare ciò, Dyson avrebbe dovuto portare il pallone fino al raggio utile per un kicker. Fisher in seguito affermò che durante la prosecuzione della giocata, mentre Dyson si avvicinava sempre più alla end zone dei Bills, era preoccupato che Dyson subisse un placcaggio senza riuscire a segnare mentre il tempo stava scadendo.
Per come era stata studiata la giocata, il ricevitore del kickoff avrebbe anche dovuto tentare il passaggio laterale. Il tight end dei Titans, Frank Wycheck, avrebbe dovuto ricevere il pallone ed eseguire il passaggio ma si trovò completamente fuori posizione per ricevere il kickoff.
La mossa iniziale di Wycheck fu credibile, così come i Bills si schierarono nella maniera corretta difensivamente. Wycheck era un tight da Pro Bowl con buona abilità nel bloccare ed era realmente una minaccia nel poter portare sufficientemente il pallone in avanti per far calciare a Del Greco il field goal della vittoria prima della fine dei tempi regolamentari. A causa di ciò, l'intera formazione schierata in campo da Buffalo (ad eccezione del kicker), si spostò sul lato del campo, per placcare Wycheck o per forzarlo a uscire dal campo in un punto ancora fuori dalla portata di Del Greco.
Fu questo che si rivelò l'errore difensivo decisivo di Buffalo. La loro totale concentrazione su Wycheck nel lato destro lasciò scoperta tutta la porzione sinistra del campo scoperta (fino alla end-zone). Ciò significa che tutti i defensive back erano fuori posizione e non avrebbero mai rappresentato una minaccia per un ricevitore titolare come Dyson di afferrare il pallone. Non solo erano troppo lontani da lui, ma il loro angolo per intercettarlo era troppo elevato per sperare di raggiungerlo prima che raggiungesse la end zone. L'allenatore dei Titans Jeff Fisher non credette inizialmente che i Bills avessero potuto commettere un errore tale ed era totalmente concentrato nell'osservare che Dyson non venisse placcato prima che si esaurisse il tempo.

## Eredità
La vittoria, di fronte a una presenza di pubblico da record all'Adelphia Coliseum, permise alla franchigia del Tennessee di avanzare fino al divisional round dei playoff della AFC per la prima volta dal 1993, quando la squadra si trovava ancora a Houston. Le successive vittorie su Indianapolis Colts e Jacksonville Jaguars portarono i Titans fino al Super Bowl XXXIV contro i St. Louis Rams, dove persero per un touchdown in un'altra celebre gara decisa nei secondi finali, conosciuta come "The Tackle" o "One yard short".
Per i Bills, questa gara portò al licenziamento dell'allenatore degli special team Bruce DeHaven, che era stato con la squadra per le precedenti tredici stagioni. (DeHaven fu riassunto dai Bills nello stesso ruolo nel 2010). Un anno dopo, Phillips fu licenziato (in parte a causa del suo fallimento nel portare i Bills oltre il primo turno dei playoff durante la sua permanenza e per la prestazioni scadenti del sostituto di DeHaven, Ronnie Jones) e sostituito col coordinatore difensivo dei Titans Gregg Williams.
Il Music City Miracle si aggiunse alla lista degli sfortunati episodi della sfortunata storia sportiva della città di Buffalo, insieme a Wide Right e No Goal. Questa rimase l'ultima gara di playoff disputata dai Bills fino al 2017, in quella che alla conclusione era la più lunga striscia attiva di una squadra della NFL fuori dalla post-season.
NFL Films assunse un analista per determinare tramite il computer se la decisione di Luckett fosse corretta. Questi determinò che effettivamente il pallone non aveva viaggiato in avanti e che la chiamata di Luckett fu quella giusta.